# Brion, Vienne

Brion este o comună în departamentul Vienne, Franța. În 2009 avea o populație de 245 de locuitori.